# シミズ工業
シミズ工業株式会社（しみずこうぎょう、SHIMIZU INDUSTRY CO., LTD.）は、愛知県刈谷市に本社を置く企業である。

## 概要
自動車樹脂成形部品を製造・販売するメーカーである。2005年（平成17年）、株式会社デンソーのグループ会社となった

。
2018年（平成30年）、愛知県から「愛知ブランド企業」として認定された。

## 主要事業所
- 本社 - 〒448-8534：愛知県刈谷市一ツ木町茶煎坊下1番地
- 豊橋製作所 - 〒441-8074：愛知県豊橋市明海町5-16

## 沿革
- 1944年（昭和19年） - 兵庫県出石町に「朝日発條株式会社」を設立。
- 1946年（昭和21年） - トヨタ自動車工業株式会社電装工場(現株式会社デンソー)との取引開始、自動車部品市場へ参入。
- 1952年（昭和27年） - 名古屋市南区塩屋町に移転。「志水工業株式会社」を設立。
- 1959年（昭和34年） - 中小企業庁長官より優良工場表彰受賞。
- 1966年（昭和41年） - 本社・工場を愛知県刈谷市に移転。
- 1970年（昭和45年） - 資本金を8,000万円に増資。社名を「シミズ工業株式会社」に改称。
- 1971年（昭和46年） - 樹脂成形分野へ進出。
- 1973年（昭和48年） - 樹脂成形の自動車部品の生産を開始。
- 1976年（昭和51年） - 資本金を1億円に増資。トヨタ自動車株式会社に金型の納入開始。
- 1980年（昭和55年） - TQC活動の取り組みを開始。
- 1982年（昭和57年） - 「日本電装品質管理賞」受賞。
- 1983年（昭和58年） - CAD / CAMシステムを導入。
- 1986年（昭和61年） - 「SYSTEX」（複合成形技術）を開発。SYSTEXドアがトヨタ・カローラに採用される。
- 1989年（平成元年） - 豊橋工場開設（愛知県豊橋市）。
- 1991年（平成3年） - 合弁会社「株式会社システックスジャパン」設立（愛知県豊橋市）。
- 1992年（平成4年） - 合弁会社「SYSTEX PRODUCTS CO., LTD.」設立（米国ミシガン州）。合弁会社「モルテック株式会社」設立（福岡県北九州市）。
- 1994年（平成6年） - 「PYPER PRODUCTS CORPORATION」設立（米国ミシガン州）。
- 1997年（平成9年） - 3次元ソリッドCAD/CAMシステムおよび光造型機を導入。「PECVAL IND. LTDA」設立（ブラジルサンパウロ州）。
- 2002年（平成14年） - 「LIPLASTEC s.r.o.」設立（チェコ）。
- 2004年（平成16年） - 品質マネジメントシステム「ISO9001」の認証取得。「SYSTEX PRODUCTS ARKANSAS COMPANY」設立（米国アーカンソー州）。株式会社システックスジャパンが豊橋工場を吸収。
- 2005年（平成17年） - 環境マネジメントシステム「ISO14001」の認証取得。株式会社デンソーのグループ会社となる。
- 2008年（平成20年） - 株式会社システックスジャパンを100%子会社化。合弁会社「天津志水鵬映塑料有限公司」設立（中国天津）。
- 2009年（平成21年） - SYSTEX PRODUCTS CO., LTD.がPYPER PRODUCTS CORPORATIONを吸収合併。SYSTEX PRODUCTS CO., LTD.を100%子会社化。
- 2018年（平成30年） - 愛知県「愛知ブランド企業」認定取得。
- 2019年（令和元年） - 愛知県「健康経営推進企業」認定所得。
- 2020年（令和2年） - 経済産業省「健康経営優良法人」認定取得。愛知県刈谷市「令和元年度かりや健康づくりチャレンジ宣言表彰」最高得点受賞[4]。

## 主要グループ会社

### 日本国内グループ企業
- モルテック株式会社（福岡県直方市）

### 日本国外グループ企業
- SYSTEX PRODUCTS CO., LTD（米国）
- SYSTEX PRODUCTS ARKANSAS COMPANY（米国）
- LIPLASTEC s.r.o.（チェコ）
- 天津志水鵬映塑料有限公司（中国）